# Élisabeth Poncelet
Pour les articles homonymes, voir Poncelet.
Élisabeth Poncelet, née le 3 février 1954 est une triathlète française. Elle est notamment sacrée quadruple championne de France longue distance entre 1988 et 1993.

## Biographie

### Carrière professionnelle
Ingénieur à l'Agence de l'environnement, Élisabeth Poncelet fait ses premiers triathlons en avril 1985. Elle remporte notamment son premier grand triathlon à Saint-Jean-de-Monts en 1987, avant de s'imposer sur cette même épreuve en 1988, 1990 et 1991. En 1988, elle est sacrée championne de France sur moyenne et longue distance. L'année suivante, elle est de nouveau sacrée championne de France longue distance, et termine 40e des championnats du monde.
En 1991, Élisabeth Poncelet redevient championne longue distance, et termine deuxième à Gérardmer, étape de la Coupe d'Europe. Elle remporte également pour la première fois le triathlon de Villevêque, qu'elle dominera également en 1992 et 1993. Elle s'essaie à la distance Ironman à Almere et y finit cinquième. En 1992, elle remporte le triathlon de Dijon et termine 53e des championnats du monde,.
En 1993, Élisabeth Poncelet est sacrée championne de France longue distance pour la quatrième fois, ce qui lui permet de détenir le record de titres nationaux sur cette distance avec quatre victoires. Devant 100 000 spectateurs, la Française est sacrée vice-championne d'Europe longue distance, à l'occasion de l'Embrunman ; Poncelet, ayant subi deux coups de fatigue dans la partie cycliste, est uniquement devancée par sa compatriote Anne-Marie Rouchon.

### Retraite sportive et reconversion
En 1994, à Nice, elle glisse à la sortie du parc à vélos et se fait une entorse : « J’ai terminé en boitant puis je me suis fais opérer. On dit souvent qu’une blessure ne vient pas par hasard. J’étais épuisée, j’ai tout arrêté. ». Prenant sa retraite sportive à l'issue de cette blessure, elle dénonce le manque de reconnaissance de la part de la Fédération française qui n'organise rien pour les triathlètes ayant brusquement arrêté la compétition : Poncelet propose « des  structures à mettre en place, un comité d’anciens athlètes de haut niveau avec un suivi médical pour accompagner l’athlète et assurer sa reconversion en  douceur. Sur le plan physique, l’arrêt brutal est loin d’être évident : on a des palpitations, des coups de fatigue... ».
Après sa retraite sportive, elle rejoint l'ADEME et vise à promouvoir les actions de recherche et de développement pour le recyclage et la combustion des déchets. Elle dirige la section de la consommation durable et déchets au sein de l'ADEME.

## Palmarès
Le tableau présente les résultats les plus significatifs (podium) obtenus sur le circuit national de triathlon depuis 1988.
| Année | Compétition                                        | Pays   | Position          | Temps           |
| ----- | -------------------------------------------------- | ------ | ----------------- | --------------- |
| 1993  | Embrunman                                          | France | Médaille d'argent | 12 h 3 min 16 s |
| 1993  | Championnats d'Europe de triathlon longue distance | France |                   | 12 h 3 min 16 s |
| 1993  | Championnats de France longue distance             | France |                   | 6 h 54 min 9 s  |
| 1991  | Championnats de France longue distance             | France |                   | Timing          |
| 1991  | Coupe d'Europe - l'étape de Gérardmer              | France |                   | Timing          |
| 1989  | Championnats de France longue distance             | France |                   | Timing          |
| 1988  | Championnats de France longue distance             | France |                   | Timing          |
| 1988  | Championnats de France moyenne distance            | France |                   | Timing          |